# Вільям Боддінґтон
Вільям Боддінґтон (англ. William Boddington, 22 листопада 1910 — 15 листопада 1996) — американський хокеїст на траві.
Бронзовий призер Олімпійських Ігор 1932 року.